# 6996 Alvensleben
6996 Alvensleben è un asteroide della fascia principale. Scoperto nel 1973, presenta un'orbita caratterizzata da un semiasse maggiore pari a 3,4218964 UA e da un'eccentricità di 0,0983084, inclinata di 4,06438° rispetto all'eclittica.